# Silvana
Silvana  è un nome proprio di persona italiano femminile.

## Varianti
- Maschili: Silvano[1]
- Femminili
  - Alterati: Silvanina, Silvanetta, Silvanella, Silvanuccia
  - Ipocoristici: Nuccia, Nina

### Varianti in altre lingue
- Francese: Sylvaine[1], Sylviane[1], Sylvianne[1]
- Polacco: Sylwana
- Spagnolo: Silvana
- Ungherese: Szilvána

## Origine e diffusione

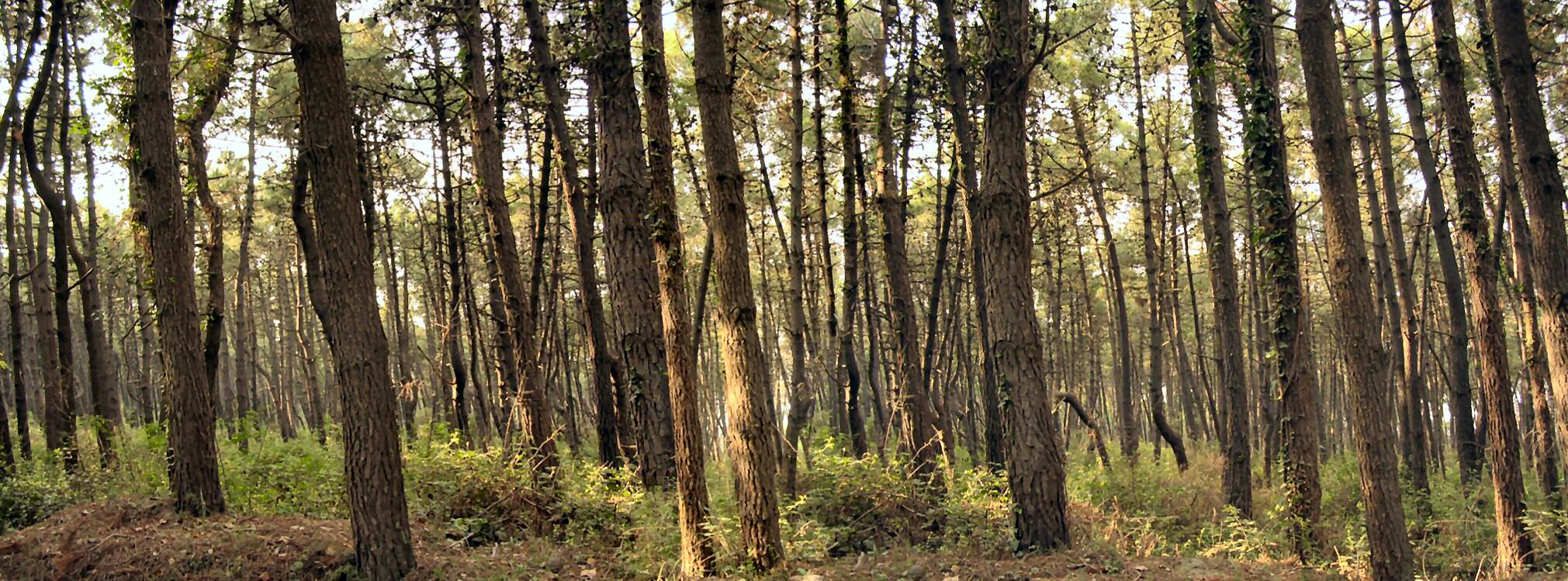
Una selva, da cui deriva il nome.

È la forma femminile di Silvano, derivato dal latino Silvanus, basato su silva ("selva", "bosco"), che significa "silvestre", "che vive nella selva", "che proviene dalla selva"
Ha la stessa etimologia e lo stesso significato dei nomi Silvia, Silveria, Silvestra e Selvaggia.

## Onomastico
L'onomastico viene festeggiato lo stesso giorno della forma maschile Silvano. 

## Persone

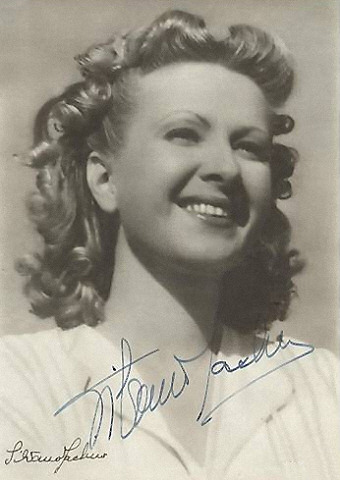
Silvana Jachino

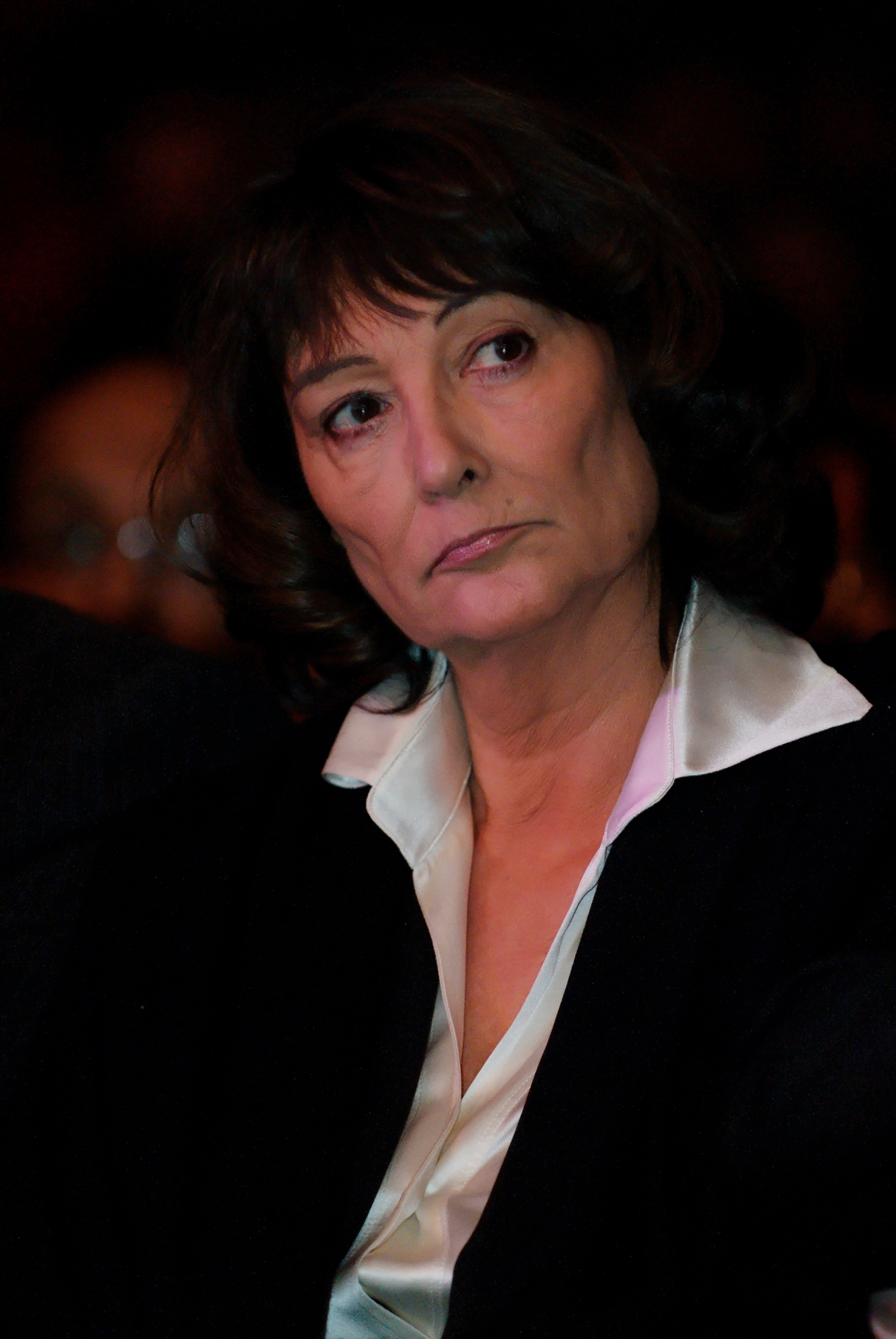
Sylviane Agacinski

- Silvana Aliotta, cantante italiana
- Silvana Amati, politica italiana
- Silvana Arbia, giurista italiana
- Silvana Casmirri, storica italiana
- Silvana Cruciata, atleta italiana
- Silvana De Mari, scrittrice italiana
- Silvana De Stefano, architetto e scultrice italiana
- Silvana Fallisi, attrice e comica italiana
- Silvana Fantini, doppiatrice italiana
- Silvana Fioresi, cantante italiana
- Silvana Fucito, imprenditrice italiana
- Silvana Gandolfi, scrittrice italiana
- Silvana Giacobini, giornalista e scrittrice italiana
- Silvana Giancola, schermitrice italiana
- Silvana Grasso, scrittrice italiana
- Silvana Jachino, attrice italiana
- Silvana La Spina, scrittrice italiana
- Silvana Lazzarino, tennista italiana
- Silvana Mangano, attrice italiana
- Silvana Mura, politica italiana
- Silvana Pampanini, attrice italiana
- Silvana Rocco, cestista italiana
- Silvana Santaella, modella venezuelana
- Silvana Súarez, modella argentina
- Silvana Valente, pistard e ciclista su strada italiana

### Variante Sylviane
- Sylviane Agacinski, scrittrice, giornalista e filosofa francese
- Sylviane Berthod, sciatrice alpina svizzera
- Sylviane Carpentier, modella francese
- Sylviane Félix, atleta francese